# Mabuya caissara
Mabuya caissara är en ödleart som beskrevs av  Reboucas-spieker 1974. Mabuya caissara ingår i släktet Mabuya och familjen skinkar. Inga underarter finns listade i Catalogue of Life.